# 11/9 La cospirazione impossibile
11/9 La cospirazione impossibile è una raccolta di saggi curata da Massimo Polidoro, segretario nazionale del CICAP, nella quale compaiono scritti di vari autori, tra cui James Randi, Piergiorgio Odifreddi, Paolo Attivissimo ed Umberto Eco.

## Sinossi
L'insieme dei saggi si prefigge lo scopo di confutare le ipotesi cospiratorie sugli attentati dell'11 settembre 2001 che si sono diffuse dopo il 2001. Secondo tali teorie la verità ufficiale è falsa, e i fatti si sono svolti in maniera molto diversa da come si è voluto far credere all'opinione pubblica internazionale. Il libro, attraverso un'articolata analisi delle fonti, propugna invece l'inconsistenza logica e tecnica di una cospirazione definita, appunto, impossibile.
Nonostante questo i teorici del complotto hanno sempre accusato gli autori di non aver affatto risposto alle domande cruciali sugli eventi dell'11 settembre, ma piuttosto di averle arginate a favore di "falsi problemi".

## Edizioni
- Massimo Polidoro (a cura di), 11/9 La cospirazione impossibile, Casale Monferrato, Edizioni Piemme, 2007, ISBN 978-88-384-6847-6.
- Massimo Polidoro (a cura di), 11/9 La cospirazione impossibile (PDF), Padova, CICAP, 2014.